# بوما بونكو

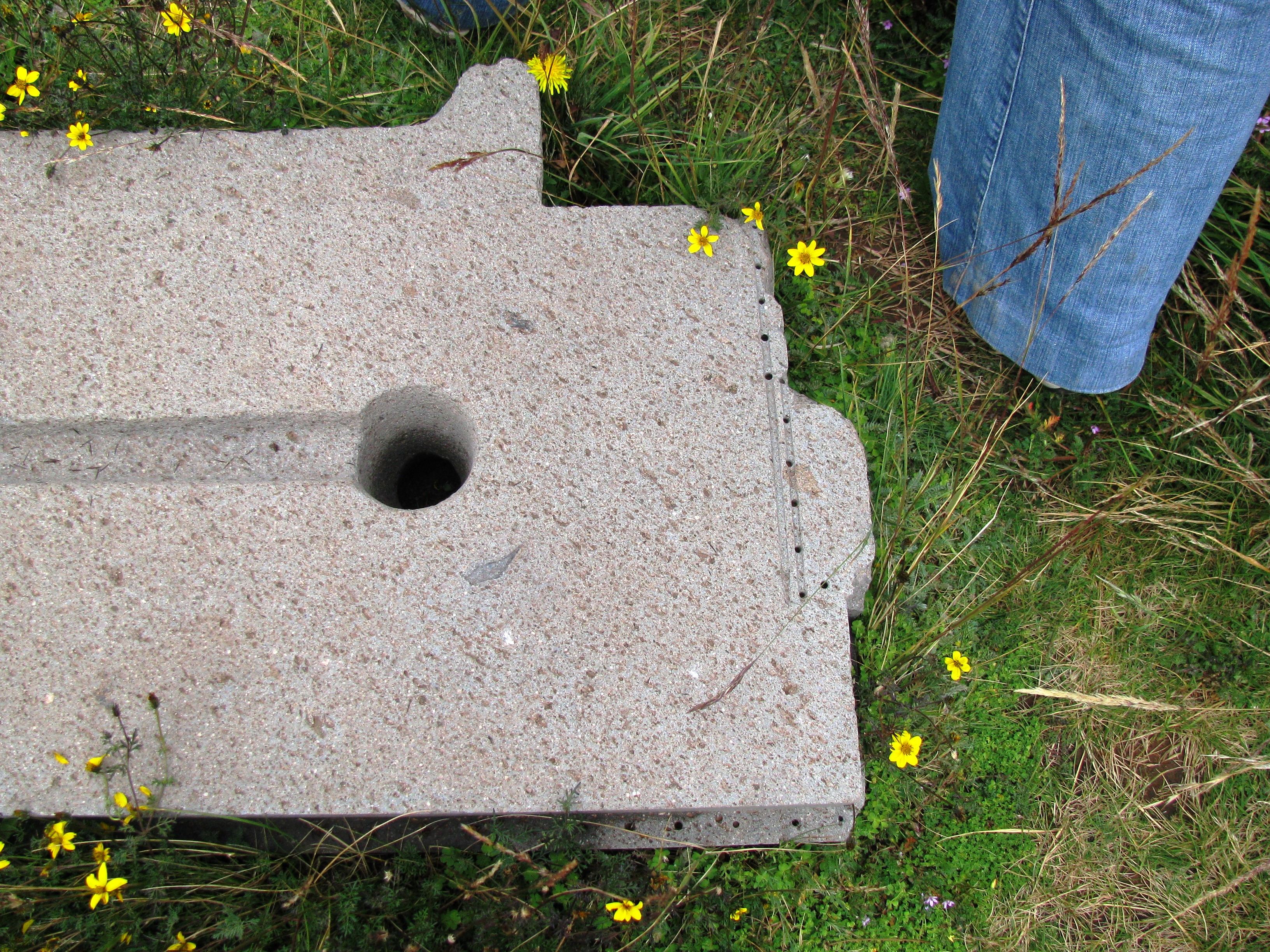
An example of high-precision small holes

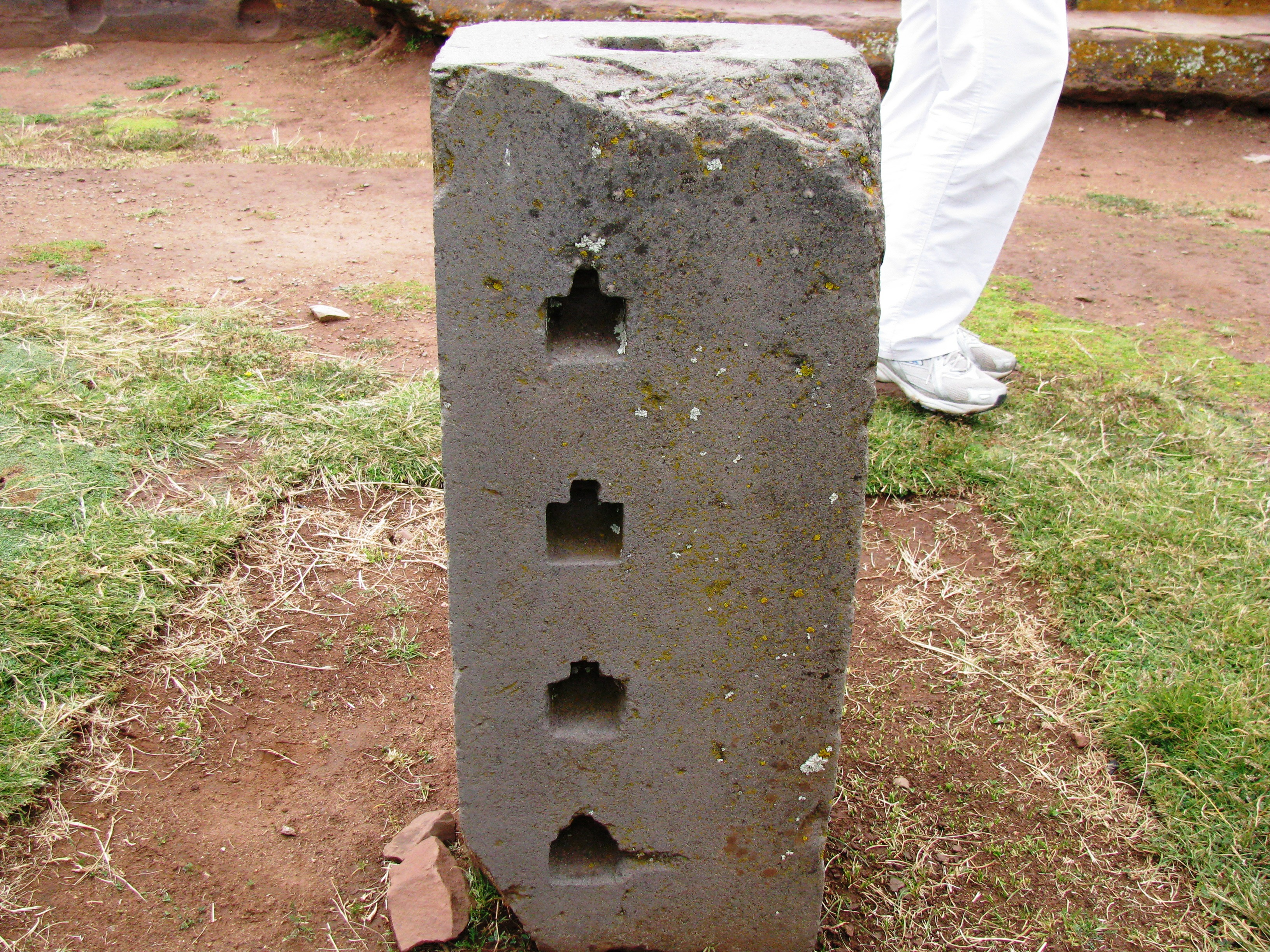
Stone block with a set of blind holes of complex shape

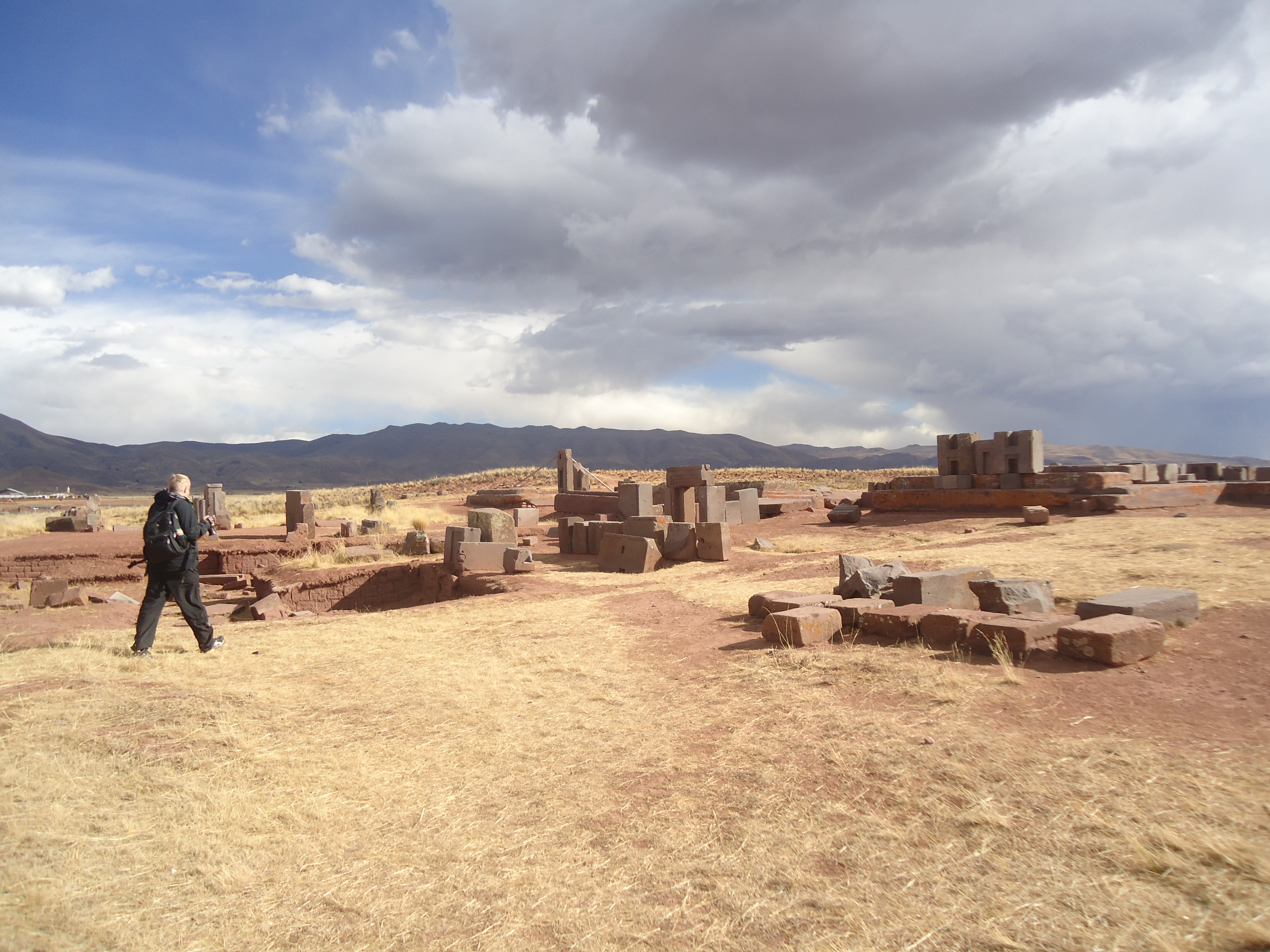
Stone blocks at Pumapunku

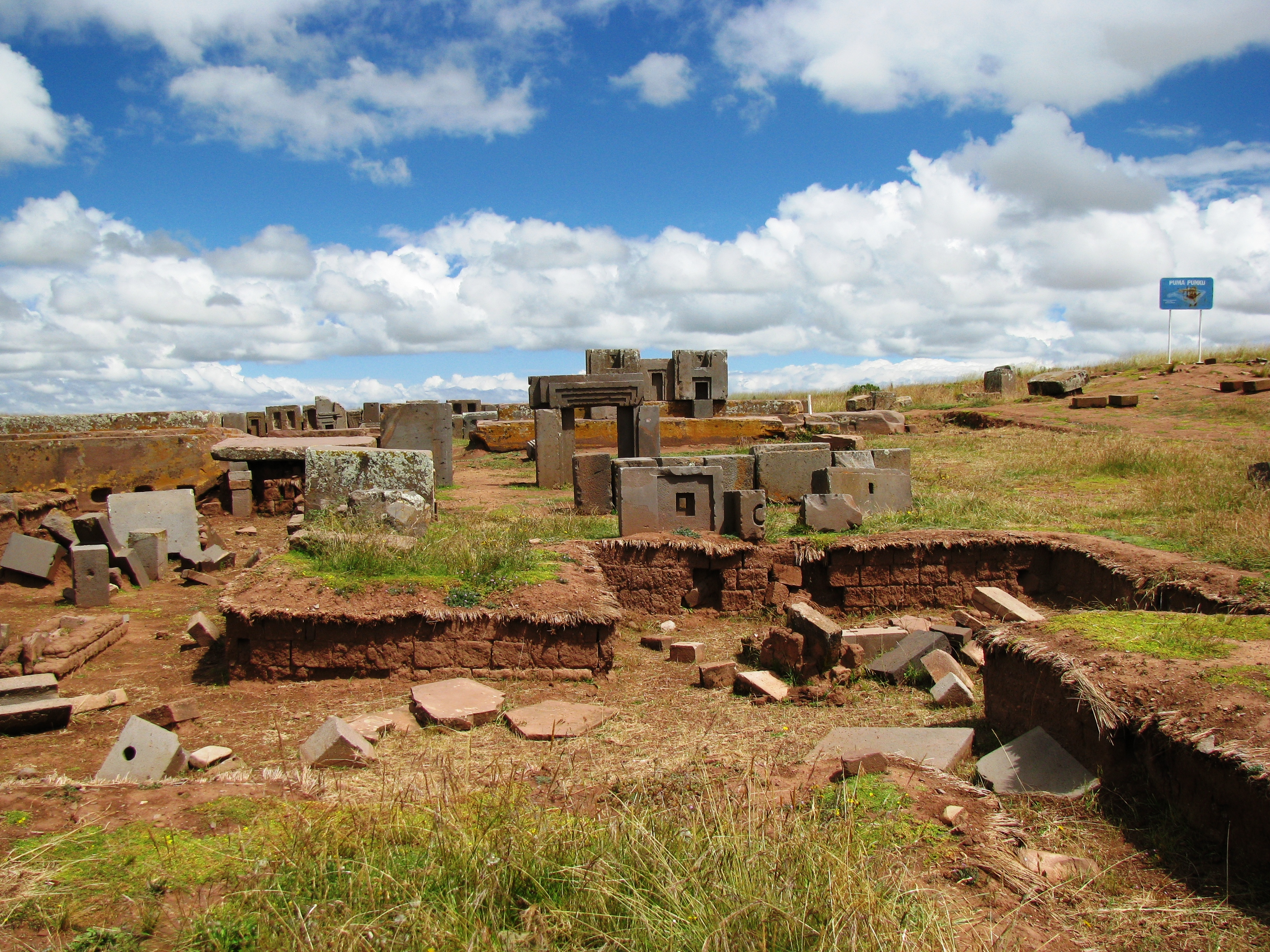
View at Pumapunku

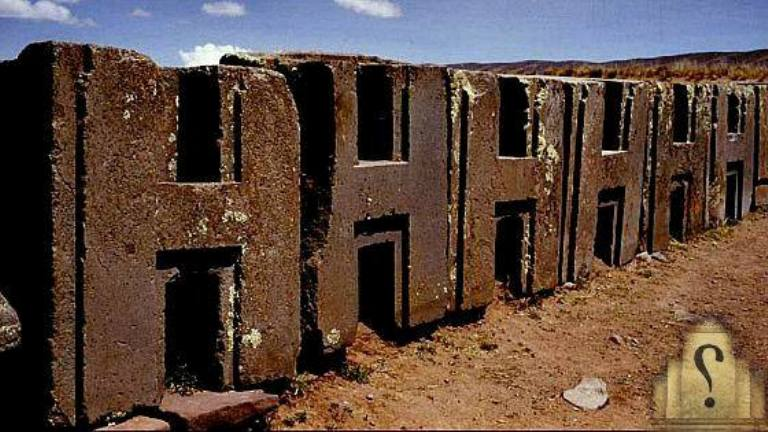
صورة لبوما بونكو

بوما بونكو (Pumapunku): هي مجموعة من أطلال مدينة ونصب وأحجار مباني مبعثرة وبعض التماثيل الغامضة، تقع على موقع قريب من تيواناكو في مرتفعات بوليفيا في أميركا الجنوبية، لا تزال كيفية بناءاها والتكنولوجيات المستخدمة في إنشاءها غير مفهومة تماماً من قبل علماء الآثار.

## عملية البناء
بعض أحجارها يزن أكثر من 800 طناً وليس هناك أي تقنية معروفة تفسر كيف كان من الممكن أن تُنقل هذه الحجارة ذات الأوزان والأحجام الهائلة إلى مكانها الحالي الذي يرتفع أكثر من 4000 متر فوق سطح البحر، وهي تحتوي على كتل من الأحجار الضخمة المنحوتة، والغريب أنها منحوتة بدقة يمكن القول إنه من المستحيل أن تخرج بهذا الشكل دون وجود آلات وأدوات حديثة، وما نعرفه أن هذه الآلات لم تكن موجودة إلا منذ ألف عام فقط «بحسب العلم المنهجي التقليدي»

## الإعتقاد بوجود إتصال قديم

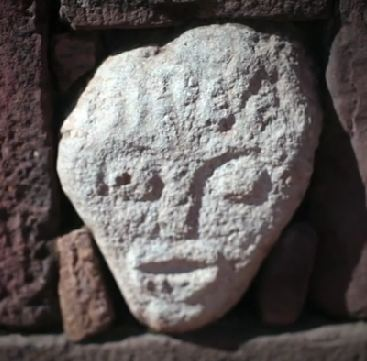
صورة يعتقد أنها منحوتة على شكل كائن غير بشري في بوما بونكو.

يعتقد المؤمنون بنظرية «الفضائيين» أن مخلوقات فضائية قامت بصنع المكان باستخدام تكنولوجيا هندسية متقدمة أو أنهم قد تدخلوا فيه بشكل أو بآخر، ويبرر واضعوا تلك النظريات ذلك بكون الأحجار المنحوتة هي الجرانيت والديوريت التي لا يمكن قطعها إلا بآلات قطع متقدمة جداً، بالإضافة إلى كون تلك الأحجار ضخمة للغاية حيث يصل وزنها إلى 800 طن.
وقد أقترح عدد من العلماء بعد دراسة هذه المباني وكيفية وضعها ونقلها بتلك الطريقة أن كائنات خارقة للطبيعة أو كائنات فضائية هي التي قامت ببنائها أو أنها علّمت سكانها كيفية بناء تلك المباني الجبارة قبل أكثر من 13000 سنه قبل الميلاد
وعلى الرغم من أن البعض لا يعتقد بهذه الفرضية، غير أنه لا أحد استطاع تفسير كيف تم بناء هذه الحضارة ومن هم أصحاب تلك الحضارة
والشئ المحير أن هذه المنطقة على علو 4000 متر فوق مستوى سطح البحر والشيء الوحيد الذي ينمو هناك هو الأعشاب فقط لا غير، وهذا يعني عدم وجود الأشجار، فمن أين لهم الخشب الذي صُنعت منه الزلاجات التي نقلت تلك الصخور والأحجار الضخمة التي تزيد عن 800 طن في حالة تم نقلها بزلاجات أو بوسائل بدائية إن جاز التعبير.

## بوابة الشمس
هذه البوابة الصخرية المنحوتة من قطعة واحدة فقط وبشكل معقد يقدر وزنها بـ10 أطنان توجد في مدينة تايواناكو أقدم المُدن البوليفية القريبة جداً من بوما بونكو، حيث ما تزال كيفية وصولها إلى مكانها الحالي لغزاً محيراً بحد ذاته.

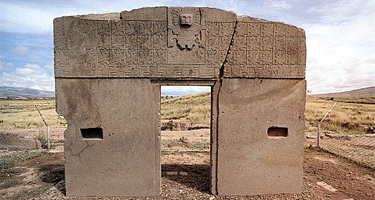
صورة بوابة الشمس في بوما بونكو.

وحين صور العلماء هذه البوابة الصخرية من كل الجوانب وتم تكبير الصور وجدوا صور أدهشتهم، حيث وجدوا آلات ميكانيكية وموتورات وأطباقاً طائرة.[بحاجة لمصدر]
ووجدوا تقويماً يعطي مواعيد الاعتدالين الخريفي والربيعي والفصول الأربعة ومواقع وتحركات القمر لكل ساعة ودوران الأرض، ووجد العالم السوفييتي «اليكساندر كوزنتسيف» تقويماً منقوشاً بهذه البوابة يقول بأن عدد أيام السنة 225 يوماً ودهش العالم السوفييتي حين قارنه بعدد أيام السنة في كوكب الزهرة فكيف عرف صانعوه ذلك؟ وفي الواقع توجد في الفاتيكان وثيقة نادرة ترجع إلى سنة 1625م حيث تصف تلك الوثيقة مدينة تايواناكو بأنها قد أبيدت واختفت من وجه الأرض في ليلة واحدة ولم يبقى منها سوى بعض الأحجار وبقايا أعمدة وقرى مدمره وهذه الأحجار هي الأثر الباقي لحضارة قديمة عاشت قبل أكثر من 15 ألف سنة.[بحاجة لمصدر]

## جدار الوجوه

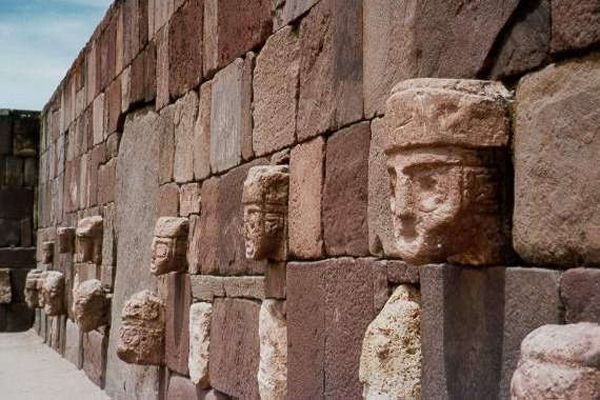
صورة لجدار الوجوه في بوما بونكو والذي يحتوي على أوجه لبشر من جميع الأعراق والثقافات «كالوجه العربي ذو العمامة».

في مدينة تاياوانكو القديمة أيضاً على بُعد أمتار قليلة من بوما بونكو يوجد بها جدار يسمونه «جدار الوجوه» من أغرب ما يكون، فيه تصاوير لوجوه منحوته بدقة بالغة من كل الأنواع والأصناف والأعراق البشرية المعروفة، مع أن البعض منها غير معروفة، حيث يوجد نحت للوجه الأوروبي والوجه الإفريقي والأمريكي الأصلي «السُكان الأصليين في أمريكا الشمالية» والوجه الآسيوي وحتى الوجه العربي، وبحسب العلم المنهجي التقليدي الذي نألفه فإن الطائرات والسفن لم تكن قد اخترعت أو عرفت في ذلك الزمن الموغل في القدم، أي قبل 17 ألف سنة مضت وهو عمر هذه المدينة، لينتقل الناس بواسطتها إلى أصقاع العالم ويتعرفون ببعضهم عبر القارات إلى أن جاء «كريستوفر كولومبس» وأكتشف الأمريكيتين حيث توجد بوما بونكو علاوة على ذلك يوجد نحت لوجه في ذلك الجدار غرابته لا تقل عن بوما بونكو وجدار الوجوه، وهو ما يؤكد للمؤمنين بنظرية «المخلوقات الفضائية» أن المدينة قد بناها مخلوقات خارجية أو أنها قامت على أقل تقدير بمساعدة السُكان هناك على بناء تلك المدينة الجبارة، وهو وجه يشبه كثيراً الوجه النمطي المعروف للمخلوق الفضائي، أو الوجوه التي وصفت بها عادتاً المخلوقات الفضائية.[بحاجة لمصدر]